# Jakob Wilhelm Sprengtporten
Jakob Wilhelm Sprengtporten, född den 9 oktober 1794 på Sparreholms slott, död där den 29 september 1875, var en svensk friherre, en av rikets herrar, ämbetsman och militär.

## Biografi
Jakob Wilhelm Sprengtporten var son till Johan Vilhelm Sprengtporten och grevinnan Sophia Lovisa Mörner af Morlanda och bror till Ulrika Sofia De Geer.
Sprengtporten tog hovrättsexamen i Uppsala 1811 och utnämndes 1812 till kornett vid Livgardet till häst. Han deltog i Napoleonkrigen 1813, avancerade senare till generallöjtnant i armén 1858 och tog slutligen avsked från krigstjänstgöringen 1863.
Sin mest betydelsefulla verksamhet uträttade Sprengtporten på det civila området. Han tjänstgjorde som attaché i Sankt Petersburg 1816-1817 och blev 1825 överstekammarjunkare. År 1827 blev han överhovjägmästare, en tjänst han tog avsked ifrån 1838. År 1828 blev han chef för Skogsinstitutet. Dessutom förordnades han den 7 oktober 1830 till överståthållare i Stockholm, men avgick 30 juni 1838 på grund av oroligheterna i huvudstaden.
Perioden  28 december 1844 – 26 juni 1848 var Sprengtporten på nytt överståthållare. Han utförde ministeriella beskickningar 1848 till Köpenhamn och 1858 till Paris. Som ledamot av ridderskapet och adeln 1823-1866 och av första kammaren 1867-1875 (Södermanlands läns valkrets) deltog han i riksdagsförhandlingarna. Han skrev fem egna motioner i riksdagen om bl.a. höjning av tobakstullen, inregistreringsavgift för tullfria varor och om grunder för skogshushållningens ordnande.
Han ägnade han sig även åt skriftställan: Tankar i representationsfrågan (1839) och Vittra tidsfördrif (1855) och flera småskrifter. Sprengtporten var ledamot i Krigsvetenskapsakademien (1827), hedersledamot i Lantbruksakademien (1837) och ledamot i Kungliga Vetenskapsakademien (1848).
Fritz von Dardel skrev i sin dagbok med anledning av Sprengtportens död att "[m]er än vanligt begåfvad å hufvudets vägnar, har han spelat en ganska framstående roll både som riksdagsman och som öfverståthållare [...]. Man beskyllde honom för att skifta åsikter allt efter folkstämningen för dagen, och hans hållning under 1838 och 1848 års oroligheter i hufvudstaden var rätt tvetydig. Carl XV hade också inte förtroende för Sprengtporten."
Jakob Wilhelm Sprengtporten var sedan 1825 gift med grevinnan Ulrika Wilhelmina Brahe (död 1836). Paret fick dock endast döttrar, vilket innebar att ätten Sprengtporten i och med Jakob Wilhelms död utgick på svärdssidan.

## Bilder

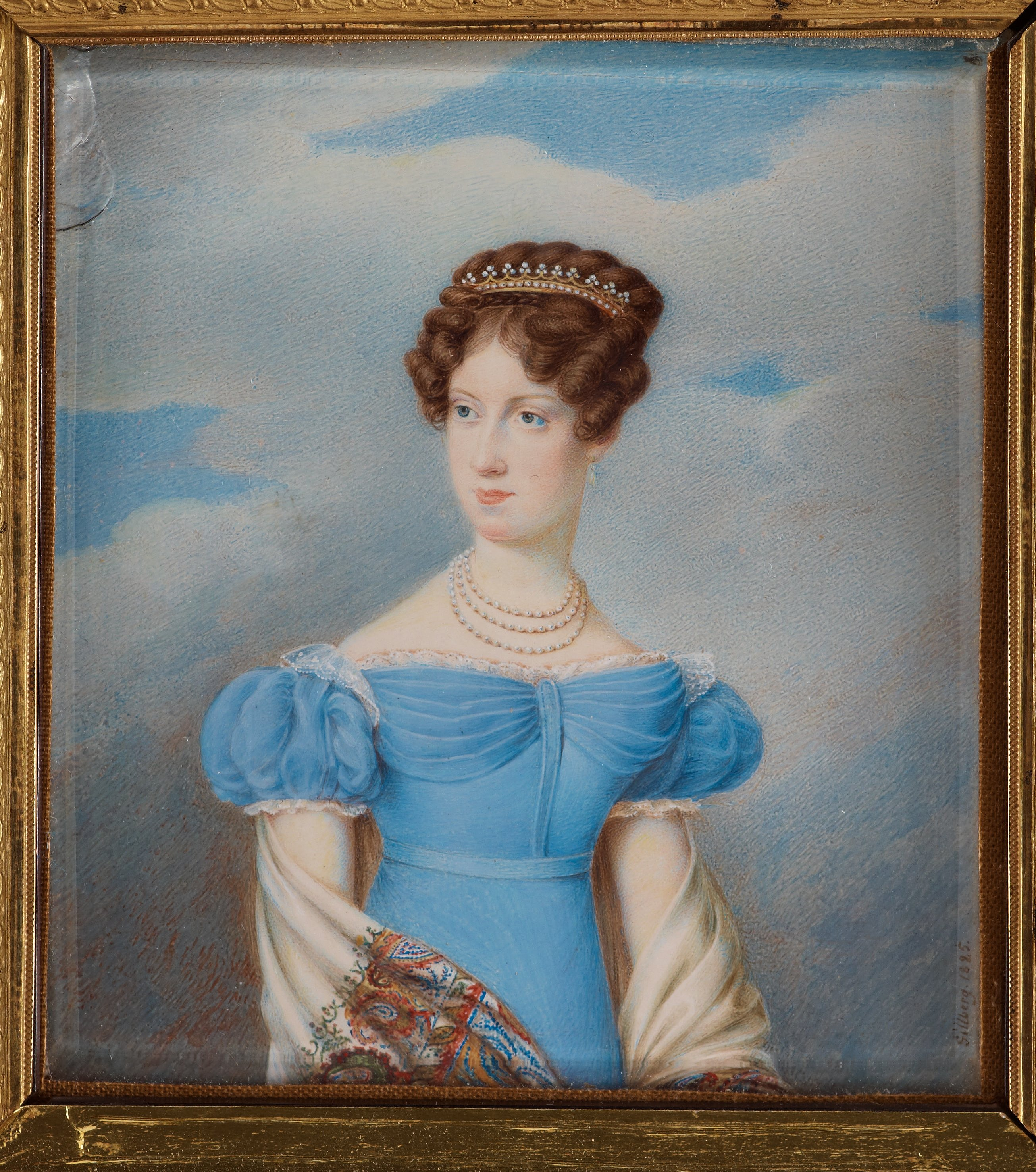
Porträtt av Sprengtportens fru, Ulrika Vilhelmina Brahe. Avporträtterad 1825 av Jacob Axel Gillberg.